# Zelotes talpa
Espèce
Zelotes talpa est une espèce d'araignées aranéomorphes de la famille des Gnaphosidae.

## Distribution
Cette espèce est endémique du Jalisco au Mexique,. Elle se rencontre vers Talpa de Allende.

## Description
La mâle holotype mesure 4,72 mm.

## Étymologie
Son nom d'espèce lui a été donné en référence au lieu de sa découverte, Talpa de Allende.

## Publication originale
- Platnick & Shadab, 1983 : A revision of the American spiders of the genus Zelotes (Araneae, Gnaphosidae). Bulletin of the American Museum of Natural History, no 174, p. 97-192 (texte intégral).